# 베나레스국
베나레스국은 오늘날 인도 우타르프라데시주에 있는 나라얀 왕조 치하의 번왕국이었다. 초기에는 바나라스 왕국 또는 카시 왕국으로 알려졌다.
이 국가는 18세기 중반 무굴 제국의 붕괴를 틈타 '베나레스의 라자'라는 칭호를 얻은 지역 자민다르 발완트 싱에 의해 세워졌다. 그의 후손들은 아와드에서 해방된 후 베나레스 주변 지역을 통치했고, 이후 영국 동인도 회사의 봉신이 되었다. 1910년 베나레스는 인도의 본격적인 번왕국이 되었다. 1947년 인도가 독립한 후 인도에 합병되었지만 오늘날에도 카시 나레쉬(통치자 칭호)는 바라나시 주민들에게 높은 존경을 받고 있다. 베나레스의 통치자는 국가의 종교적 수장이었으며 베나레스 사람들은 그를 시바 신으로부터 카시 왕좌에 임명된 것으로 간주했다(대리로 카시 나레쉬가 됨). 카시의 통치자는 또한 최고 문화 후원자이자 모든 종교적 기념행사의 필수적인 존재였다. 1948년 카시의 88대 통치자 비부티 나라얀 싱 경은 자와할랄 네루 초대 인도 총리의 요청을 받아들여 인도 연방 가입에 서명했다.